# Tibetaans historisch recht
Tibetaans historisch recht heeft betrekking op het rechtsstelsel in Tibet voor 1959 toen de veertiende dalai lama en de Tibetaanse regering naar aanleiding van de opstand in Tibet naar India vluchtten. Naast Centraal-Tibet was het in grote delen van de geschiedenis ook van toepassing op andere provincies en koninkrijken, zoals Amdo, Kham, Ladakh, Mustang en Sikkim.

## Tibetaanse wet
Tibetaanse wetten (khrims yig) waren in de eerste plaats bedoeld om de schadevergoeding bij diefstal, roof en doodslag (compensatierecht) en de bestraffing van misdrijven tegen de staat en religieuze instellingen te regelen.

## Oorkondes
Een groot deel van het Tibetaans recht bestond uit de bepalingen die werden voortgebracht door oorkondes.
De belangrijkste wetgevende oorkondes waren de Tibetaanse heerseroorkondes. In deze oorkondes werden de inwilliging en bevestiging van bepaalde privileges, zoals belastingvrijstelling, begrazingsrecht en landbezit geregeld. Deze privileges golden voor individuen, families, kloosterorganisaties en regionale sociale groepen, zoals adel in Tibet, inwoners van bepaalde plaatsen en bepaalde veetelers. 
Een bijzondere groep van oorkondes vormen gedragsvoorschriften in Tibetaanse kloosters (bca' yig) die meestal op hoge geestelijken terugvoerden, maar af en toe ook door wereldlijke heersers uitgevaardigd werden.
Een andere groep van Tibetaanse oorkondes betrof verdragen tussen privé-personen, sociale groepen zoals inwoners van verschillende dorpen en groepen veetelers en religieuze instellingen. Deze groep wordt Tibetaanse private oorkondes (gan rgya, khra ma) genoemd.
Een middenweg tussen deze beide oorkondetypes nemen de Tibetaanse gerechtelijke schikkingen (dpyad mtshams) in. In deze bescheiden komen strijdende partijen onder bemiddeling van een vertegenwoordiger van de heerser of van de regering van Tibet tot overeenstemming over een bepaalde stand van zaken van juridische aard. Deze schikking werd in een oorkonde schriftelijk vastgelegd en met een Tibetaans zegel bekrachtigd.